# Dugald McInnes
Dugald McInnes (* 2. Juni 1877 in Ballachulish, Schottland; † 11. September 1929 in Edmonton) war ein schottisch-kanadischer Sportschütze.

## Erfolge
Dugald McInnes nahm an den Olympischen Spielen 1908 in London teil, bei denen er in zwei Disziplinen antrat. In der Distanz über 1000 Yards mit dem Freien Gewehr belegte er mit 87 Punkten den 16. Platz. Mit dem Armeegewehr war er Teil der kanadischen Mannschaft, die über sechs verschiedene Distanzen hinter den Vereinigten Staaten und Großbritannien den dritten Platz belegte. Neben McInnes gewannen außerdem William Smith, Bertram Williams, Charles Crowe, William Eastcott und Harry Kerr die Bronzemedaille. Mit 413 Punkten war er der viertbeste Schütze der Mannschaft.
McInnes verbrachte die erste Hälfte seines Lebens in seinem Geburtsland Schottland, wo er mit dem Sportschießen begann und Mitglied des 1. Freiwilligenbataillons der Highland Light Infantry war. 1904 wanderte er nach Manitoba aus, ehe er sich 1907 in Edmonton niederließ. Dort trat er den 19th Alberta Dragoons bei. Während des Ersten Weltkriegs diente er in Europa; zunächst im 9. und später im 26. Bataillon des Royal Canadian Army Service Corps.